# Elbe-Seitenkanal-Tunnel
Der Elbe-Seitenkanal-Tunnel, auch Tunnel Calberlah, ist der einzige Eisenbahntunnel der Bahnstrecke Berlin–Lehrte (Schnellfahrstrecke Hannover–Berlin). Der 965 Meter lange Tunnel unterquert westlich der niedersächsischen Gemeinde Calberlah (bei Wolfsburg) den Elbe-Seitenkanal und trägt daher seinen Namen.
Das Bauwerk wurde im Rahmen des Baus des Elbe-Seitenkanals errichtet und 1974 dem Verkehr übergeben. Es nimmt zwei Gleise auf einem Schotter-Oberbau auf, die mit bis zu 200 km/h befahren werden können.

## Bau
Der Tunnel wurde in offener Bauweise als Rahmenbauwerk ausgeführt und 1974 in Betrieb genommen. Den Auftrag zum Bau des Tunnels hatte das Bauunternehmen Jürgen Martens aus Hamburg erhalten.

## Verlauf
Der Tunnel liegt westlich der Gemeinde Calberlah, rund 13 Kilometer westlich des Hauptbahnhofs Wolfsburg. Die Trasse der Röhre verläuft in Nordwest-südöstlicher Richtung. Am östlichen Ende des Tunnels wird der Elbe-Seitenkanal und am westlichen Ende die Kreisstraße 117 unterquert.
Beidseitig der zwischen den Streckenkilometern 193,405 (Ostportal) und 194,370 (Westportal) liegenden Portale schließen sich jeweils rund 500 m lange Trogbauwerke an. Die Gesamtlänge des Bauwerks beträgt 1985 m, seine Breite 14,5 Meter.

## Betrieb
Der Tunnel wird von Personenfern- und -regionalzügen sowie Güterzügen befahren. Das südliche (planmäßig von Zügen Richtung Berlin genutzte) Gleis kann dabei mit bis zu 200 km/h befahren werden, auf dem nördlichen Gleis liegt (Stand: Fahrplanjahr 2019/2020) eine in den Fahrplan eingearbeitete, kurze Langsamfahrstelle von 120 km/h (Strecken-Km 192,6 bis 192,8).

## Technik

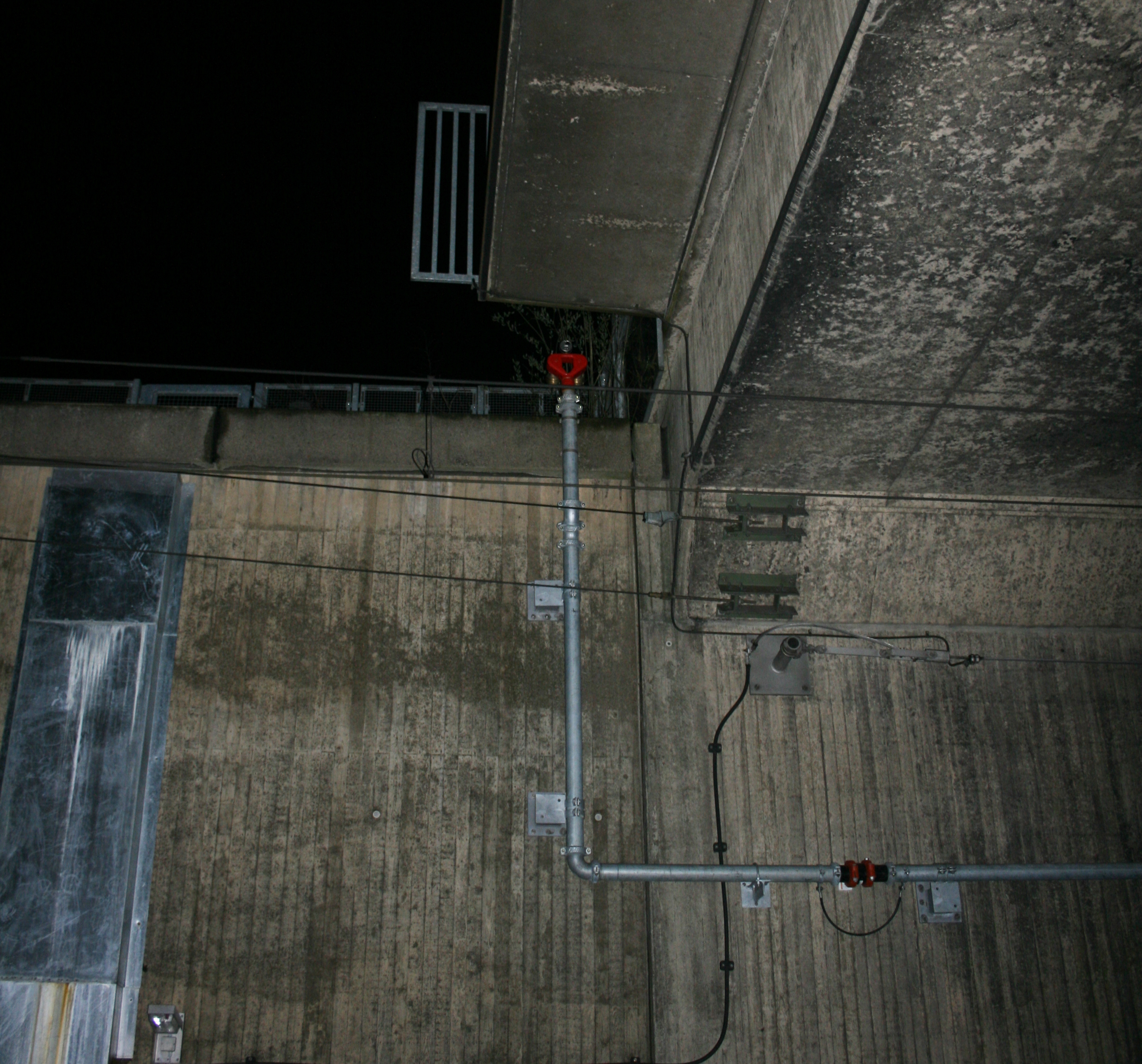
Einspeisung der nachgerüsteten trockenen Steigleitung am Nordwestportal des Tunnels

Die Entwässerung der Röhre erfolgt über eine Sielleitung sowie ein Pumpenhaus am Ostportal.
Im Zuge der Realisierung der Schnellfahrstrecke Hannover–Berlin wurde in den 1990er Jahren eine Linienzugbeeinflussung für Schnellfahrten installiert. Über eine spezielle Antenne ist heute auch Mobilfunkempfang im Tunnel möglich.
Im Zuge eines Programms zur Verbesserung der Sicherheit in bestehenden Eisenbahntunneln wurde die Röhre später unter anderem mit beidseitigen Fluchtwegen, Löschwasserleitungen und einer Sicherheitsbeleuchtung (Längsabstand der Lampen: 18 m) ausgerüstet sowie Rettungsplätze an beiden Portalen eingerichtet. Die Freiwillige Feuerwehr Calberlah wurde darüber hinaus mit einem Zweiwege-Löschfahrzeug ausgestattet, das in Gifhorn oder Fallersleben auf die Schienen gesetzt werden kann. Maßgeblicher Grund, den mit 970 m kürzesten Tunnel in das 14 Röhren umfassende Nachrüstprogramm aufzunehmen, war der im Betriebsprogramm vorgesehene uneingeschränkte Mischbetrieb von schnellen Personen- und Güterzügen sowie die ungünstige Lage der Portale.
Die Löschwasserversorgung auf der Ostseite wird im Ernstfall aus dem Elbe-Seitenkanal sichergestellt. Auf der Westseite befindet sich eine Zisterne. Falls die Zisterne erschöpft sein sollte, kann eine Wegstrecke mit Schläuchen von einem Hydranten auf der Haustenbecker Straße (ca. 300 m) oder vom Elbe-Seitenkanal (rund 1000 m) aufgebaut werden.